# Battaglia di Tebourba
La battaglia di Tebourba si svolse durante la seconda guerra mondiale sul fronte tunisino dopo i riusciti sbarchi anglo-americani dell'8 novembre 1942 nel Nord Africa francese (Operazione Torch), e rappresentò il momento culminante della cosiddetta "corsa a Tunisi" delle forze alleate per cercare di marciare immediatamente in Tunisia e schiacciare la resistenza delle scarse forze dell'Asse precipitosamente inviate da Hitler a Tunisi e Biserta (Operazione Braun) allo scopo di fermare l'avanzata nemica e costituire un nuovo fronte africano in attesa dell'arrivo dalla Libia dei resti dell'Armata italo-tedesca del feldmaresciallo Rommel.
Dopo alcuni successi iniziali alleati, a partire dal 1º dicembre le forze tedesche, rafforzate dall'arrivo di efficienti reparti corazzati, sferrarono una riuscita controffensiva; le Panzertruppen, molto più esperte e equipaggiate con i nuovi moderni panzer, inflissero una grave sconfitta alle inesperte forze anglo-americane, costringendole a ripiegare, stabilizzando solidamente il fronte tunisino e imponendo una prolungata battuta d'arresto all'avanzata alleata.

## Operazione Torch
L'8 novembre 1942, le forze anglo-americane erano sbarcate di sorpresa in Marocco (a Casablanca) e in Algeria (ad Orano ed Algeri), sfruttando la confusione e le divisioni tra i comandi politico-militari francesi sul posto, in teoria fedeli al regime di Vichy, e conseguendo rapidamente notevoli successi, conquistando tutte le posizioni più importanti e riuscendo ben presto a neutralizzare la resistenza francese, le cui forze in parte si unirono agli alleati per combattere il nemico dell'Asse.
Durante la fase di pianificazione si erano manifestati accesi contrasti tra britannici e americani sugli obiettivi degli sbarchi e la soluzione di compromesso adottata prevedeva uno sbarco sulla costa atlantica del Marocco (come desideravano gli americani) e altri due sbarchi in Algeria (secondo gli intendimenti inglesi). Tuttavia ulteriori sbarchi in forze più a oriente nel Mediterraneo, pericolosamente esposti agli attacchi aerei nemici in partenza dalla Sicilia, erano stati esclusi, e quindi la Tunisia, obiettivo strategicamente decisivo per concludere vittoriosamente la campagna africana, non era stata inclusa nelle aree di sbarco.
Di conseguenza, alla sorprendente notizia degli sbarchi in Nord Africa, Adolf Hitler ed il comando tedesco poterono improvvisare una risposta efficace con l'occupazione della Francia di Vichy e soprattutto con il rapido intervento (fin dall'11 novembre) dei primi reparti aerei e di paracadutisti a Tunisi e Biserta, dopo aver bruscamente esautorato le autorità francesi locali. Quindi nel momento di marciare sulla Tunisia le forze alleate si sarebbero trovate di fronte a forze tedesche deboli numericamente ma molto esperte e combattive, che avrebbero combattuto valorosamente per impedire l'immediata vittoria anglo-americana in Nord Africa.

## La corsa a Tunisi

### Successi alleati
L'offensiva alleata verso la Tunisia, che nelle aspettative del Comando anglo-americano, avrebbe dovuto spazzare via le deboli forze nemiche in arrivo sul posto e ottenere il possesso dell'intera costa nord-africana, ebbe inizio il 10 novembre con lo sbarco di reparti della 78ª Divisione fanteria britannica (generale Vyvyan Evelegh) nel porto di Bugia, mentre il 12 novembre altri contingenti di paracadutisti e di commando entrarono a Bona, accolti amichevolmente dalle forze francesi.
Nei giorni seguenti la marcia alleata sembrò proseguire favorevolmente, il 13 novembre le truppe sbarcate si congiunsero con altri elementi della 78ª Divisione provenienti da Algeri, mentre il 15 e il 16 novembre lanci dei paracadutisti americani del colonnello Raff a Tébessa, subito seguiti da una rapida avanzata su Gafsa e dalla conquista da parte delle avanguardie inglesi di Jendouba e Tabarka, permisero di guadagnare importanti posizioni strategiche per il balzo finale su Tunisi e Biserta.

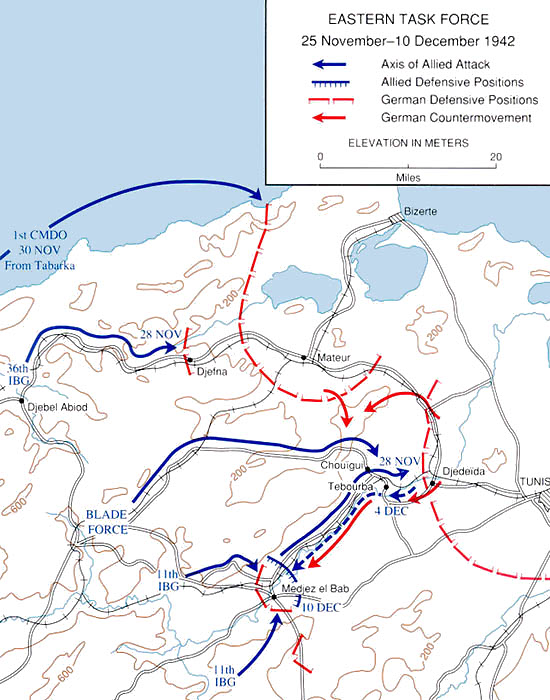
Carte delle operazioni durante la battaglia di Tebourba.

Già nei giorni precedenti era stata costituita dagli alleati una forza mobile meccanizzata (la Blade force), al comando del colonnello Richard Hull, costituita da elementi corazzati della 6ª Armoured Division britannica, da impegnare audacemente in una "corsa su Tunisi", anticipando l'arrivo di rinforzi tedeschi. Il 17 novembre il generale inglese Kenneth Anderson (comandante della 1ª Armata britannica responsabile delle operazioni sul fronte tunisino), pienamente fiducioso sull'esito dell'operazione, diramò gli ordini per l'avanzata su Tunisi, preceduta da una breve pausa per raggruppare la 78ª Divisione e per rafforzare la Blade force con l'arrivo da Orano del Combat Command B della 1st Armored Division statunitense al comando del colonnello Paul Robinett.

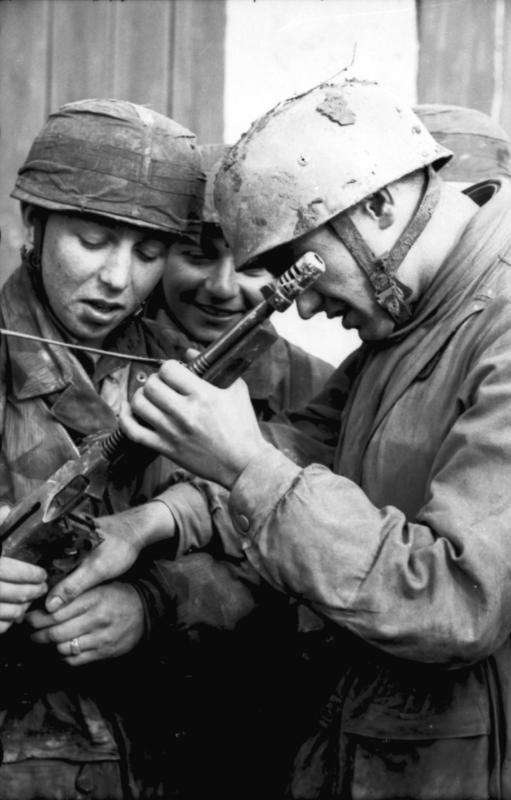
Due Fallschirmjäger tedeschi in Tunisia.

La situazione delle forze dell'Asse in questa fase sembrava veramente compromessa; il 16 novembre il generale Walther Nehring era arrivato (praticamente da solo) a Tunisi per prendere la guida delle scarse forze tedesche e costituire il comando del cosiddetto 90º Corpo d'armata, incaricato della difesa della Tunisia. Le forze disponibili si riducevano a pochi battaglioni di fanteria e soprattutto ai combattivi reggimenti di paracadutisti e di genieri dei colonnelli Walter Barenthin e Walter Koch, e del maggiore Rudolf Witzig (tutti ufficiali molto esperti e combattivi) che a partire dal 17 novembre riuscirono ad estendere la precaria testa di ponte dell'Asse per prevenire l'avanzata alleata.
In pochi giorni, con coraggiose avanzate e dimostrazioni di forza, i reparti tedeschi indussero a ripiegare le deboli forze francesi presenti in Tunisia (al comando del generale Barrè) ed occuparono Sfax, Susa e soprattutto Gabès (da parte dei paracadutisti del colonnello Koch che respinsero gli aviotrasportati americani, con l'aiuto di reparti italiani) e Mateur (da parte dei genieri del colonnello Barenthin). Anche Majaz al Bab, importante nodo stradale sul fiume Medjerda venne in un primo tempo occupata dagli uomini di Koch, ma, a partire dal 20 novembre, vennero attaccati violentemente dalla Blade force e costretti a ripiegare abbandonando il nodo di comunicazioni.
Nel complesso, tuttavia, le scarse ma esperte forze tedesche riuscirono ad estendere la testa di ponte, a occupare importanti posizioni strategiche e a guadagnare tempo prezioso per permettere l'afflusso di nuovi reparti tedeschi, tra cui una compagnia corazzata al comando del tenente Kahle (la 190ª) e i primi elementi della potente 10. Panzer-Division proveniente dall'Europa.
L'offensiva in forze alleata non ebbe inizio prima del 25 novembre dopo alcune incertezze del generale Anderson che, timoroso di un rafforzamento del nemico, attese il concentramento delle sue truppe e l'arrivo dei rinforzi corazzati americani. Il ritardo favorì indubbiamento il potenziamento dello schieramento tedesco, mentre nel complesso l'attacco alleato venne anche intralciato dalla lunghezza delle linee di comunicazioni, da difficoltà di rifornimento e di movimento delle colonne meccanizzate a causa del tempo molto piovoso e del conseguente deterioramento delle modeste piste nell'aspro terreno roccioso e desertico della dorsale dell'Atlante, e soprattutto da una inattesa superiorità aerea della Luftwaffe che, disponendo di piste molto migliori e più agibili, guadagnò in questa fase il sopravvento sulle aviazioni alleate e intralciò in modo notevole la progressione delle unità anglo-americane.

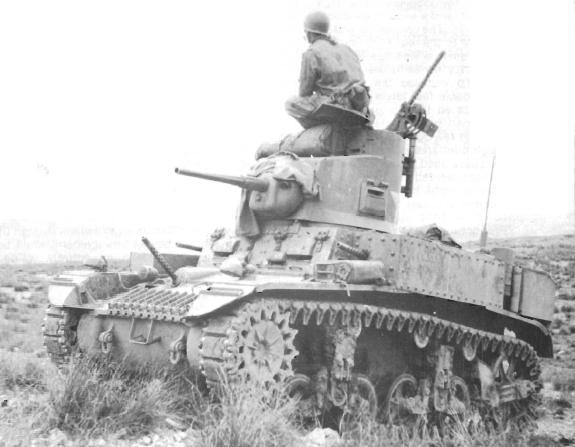
Un carro leggero americano M3

Nonostante questi problemi, inizialmente gli anglo-americani, disponendo di una netta superiorità numerica e di equipaggiamento (tra cui oltre 200 carri armati contro solo 30 panzer della 190ª compagnia corazzata tedesca al momento disponibili.), ottennero buoni successi. Sulla sinistra, lungo la pista costiera, una brigata (la 36ª) della 78ª Divisione britannica avanzò lentamente verso Mateur, ma incappò nell'abile resistenza del battaglione del maggiore Witzig e il 30 novembre dovette sospendere l'attacco in vicinanza di Djefna; a destra la 11ª brigata britannica, rinforzata con parte del Combat command B americano, raggiunse Majaz al Bab. Nella serata del 25 novembre le forze tedesche del colonnello Koch ripiegarono su ordine del generale Nehring e gli anglo-americani proseguirono su Tebourba (occupata il 27 novembre, dove venne accerchiato un battaglione del colonnello Barenthin) e si avvicinò fino a 20 km da Tunisi nei pressi della località di Djedeida.

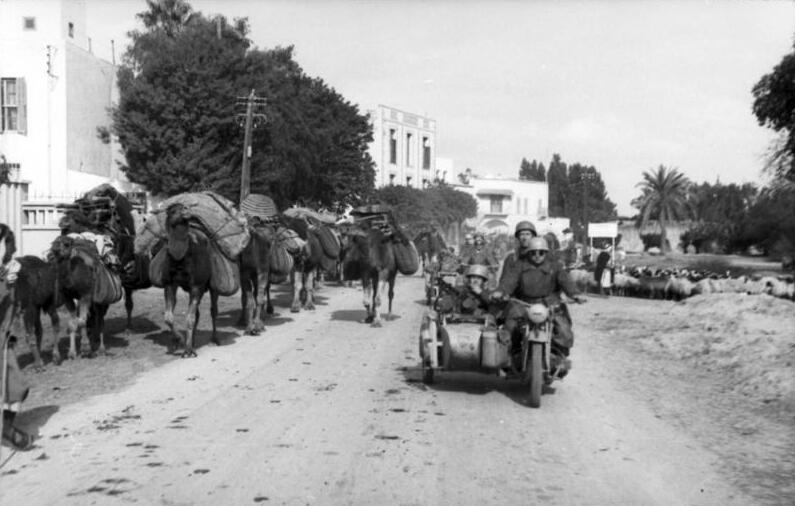
Paracadutisti tedeschi in rapido movimento per occupare le posizioni difensive in Tunisia

Al centro il risultato più spettacolare fu raggiunto dalla Blade force che, rinforzata con elementi corazzati americani, superò l'aspra resistenza della 190ª compagnia corazzata tedesca del tenente Kahle al passo di Chouigui, e proseguì audacemente in avanti. Il 1º battaglione corazzato (equipaggiato con carri leggeri Stuart) del 1º reggimento corazzato americano (al comando del tenente colonnello John K.Waters) avanzò in profondità e la 3ª compagnia del maggiore Rudolph Barlow irruppe nell'aeroporto di Djedeida, seminando il panico e distruggendo oltre 30 aerei dell'Asse. Anche se dopo questa incursione i carri americani si ritirarono, di fronte ad un affrettato sbarramento anticarro organizzato dai tedeschi, abbandonando il terreno conquistato, la situazione preoccupò al massimo il generale Nehring che avvertì la notte del 25 novembre il feldmaresciallo Kesselring (comandante supremo del teatro mediterraneo) del grave pericolo e propose di ripiegare ancora in vicinanza di Tunisi In realtà la situazione alleata non era del tutto favorevole, intralciate dalle difficoltà di comunicazione e dalla superiorità aerea tedesca, le colonne anglo-americane, di fronte all'aspra e crescente resistenza nemica, stavano fermandosi e il 29 novembre il generale Anderson propose al comandante in capo, generale Eisenhower, una pausa per riorganizzare lo schieramento e rafforzare la copertura aerea.
Nel frattempo il feldmaresciallo Kesselring, giunto sul posto a Tunisi, spronò Nehring a resistere ed a contrattaccare per cogliere di sorpresa le forze alleate ed espandere la testa di ponte. Erano ora in arrivo le prime tre compagnie corazzate (al comando del capitano Helmut Hudel) della 10. Panzer-Division del maggior generale Wolfgang Fischer (che disponeva in totale di oltre 150 carri armati tra cui oltre 100 Panzer III e 20 Panzer IV) rinforzati da un primo gruppo di cinque carri pesanti Panzer VI Tiger I appartenenti allo Schwere Panzerabteilung 501 del maggiore Hans-Georg Lueder. Le condizioni erano favorevoli e il generale Nehring, rassicurato da Kesselring, si decise infine a passare alla controffensiva.

### Contrattacco tedesco

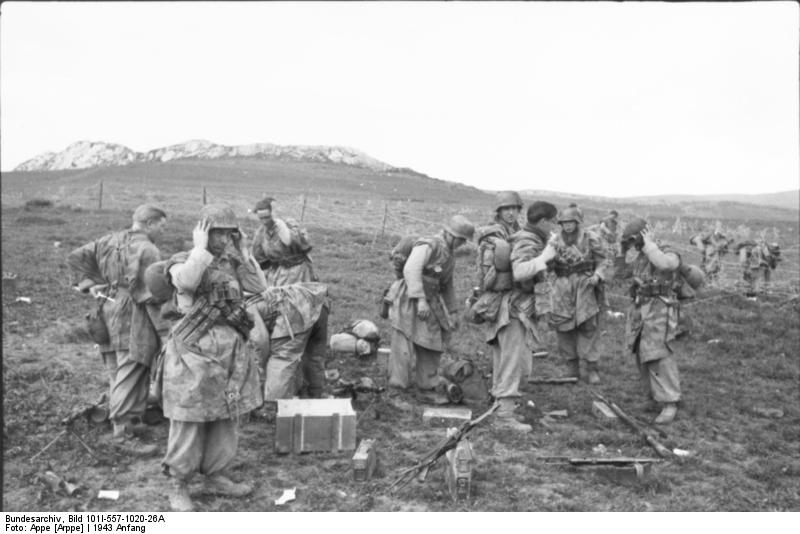
Soldati tedeschi si preparano ad entrare in combattimento

Il piano del generale Nehring non prevedeva di affrontare frontalmente il raggruppamento nemico più pericoloso attestato a Djedeida, ma architettava una vasta manovra a tenaglia, sferrata a nord dai due concentramenti corazzati del Kampfgruppe Hudel e del Kampfgruppe Lueder (assommanti ad una sessantina di carri armati, tra cui tre Tiger) e a sud dal reggimento paracadutisti del colonnello Koch. Le due masse avrebbero marciato su Tebourba per sbloccare i soldati tedeschi del colonnello Barenthin ancora bloccati e accerchiare possibilmente tutte le forze alleate concentrate tra Tebourba e Djedeida (Blade force, Combat Command B e 11ª Brigata britannica).
Il 1º dicembre il generale Nehring diede inizio alla manovra a tenaglia, affidata al comando superiore del comandante della 10. Panzer-Division (generale Fischer), mentre il generale von Broich assumeva il comando delle truppe tedesche impegnate più a nord, a Mateur ed a ovest di Biserta. La controffensiva tedesca iniziò con pieno successo: i paracadutisti del colonnello Koch riuscirono a ricollegarsi con i reparti di Barenthin isolati a Tebourba e proseguirono verso ovest riuscendo a sbarrare la strada tra Tebourba e Majaz al Bab, tagliando fuori in un primo momento le forze alleate.

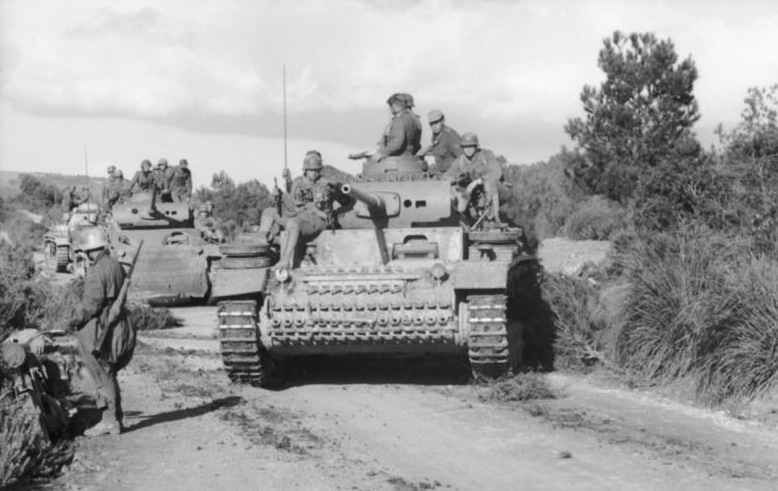
Panzer III dei Kampfgruppen tedeschi in azione in Tunisia

A nord i due Kampfgruppen corazzati Hudel e Lueder, manovrando a ventaglio, prima colpirono al passo Chouigui la Blade force che, troppo dispersa e colta di sorpresa, venne facilmente sbaragliata e subì pesanti perdite di carri armati; il 1º battaglione del 1º reggimento corazzato americano e il 17/21º Lancieri britannico vennero agevolmente aggirati dai panzer tedeschi e finirono bersagliati dal tiro nemico in un terreno esposto, senza poter reagire. Dopo questa prima vittoria, il capitano Hudel e il maggiore Lueder (dotato anche dei pochi Tiger del veterano capitano von Nolde) proseguirono verso Tebourba respingendo le forze anglo-americane che il 3 dicembre, in grave difficoltà, iniziarono a ripiegare, abbandonando Djedeida per evitare l'accerchiamento. Durante la notte i panzer tedeschi completarono la manovra e rientrarono a Tebourba, evacuata precipitosamente dagli anglo-americani che riuscirono comunque a sfuggire dalla trappola grazie all'intervento di reparti di paracadutisti americani che riaprirono un passaggio e utilizzando una impervia pista lungo le rive della Medjerda che le costrinse ad abbandonare gran parte dei mezzi meccanizzati e del materiale pesante.
Il 5 dicembre i Kampfgruppen Hudel e Lueder, dotati di carri armati più efficienti e di equipaggi molto più esperti e addestrati, raccolsero un bottino di oltre mille prigionieri e contarono oltre 50 carri armati nemici distrutti dall'inizio della battaglia; la 11ª Brigata britannica e la Blade force uscirono decimate da questa prima fase degli scontri. Il comando alleato intendeva, nonostante la sconfitta, rioganizzare le sue forze, portare avanti i rinforzi e riprendere rapidamente l'offensiva, ma venne anticipato dalla nuova manovra del generale Nehring che, sfruttando la favorevole occasione, decise di proseguire subito a sud della Medjerda per puntare su Majaz al Bab.

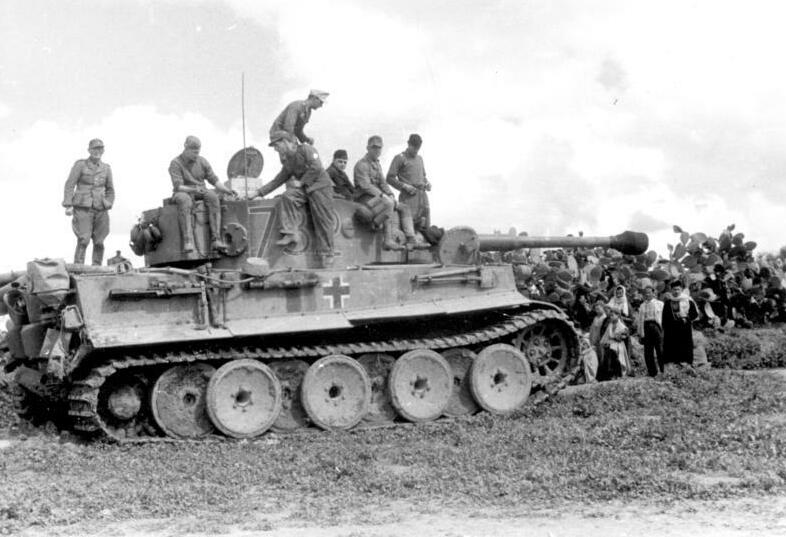
Carro armato Panzer VI Tiger delle forze tedesche in Tunisia

A Djebel el-Guessa un distaccamento del Combat Command B americano (che aveva già subito perdite a Tebourba) venne sorpreso dai panzer in avanzata; il 6 dicembre il reparto venne sbaragliato e i Kampfgruppen tedeschi respinsero facilmente anche un affrettato contrattacco americano. Questa nuova serie di sconfitte indusse finalmente i comandi alleati a considerare un ulteriore ripiegamento: il generale Charles Allfrey (appena nominato comandante del 5º Corpo d'armata britannico, incaricato di coordinare le operazioni sul campo) decise di abbandonare le posizioni a ovest di Tebourba e ripiegare sulla quota 290 (la cosiddetta Longstop hill, nella terminologia dell'esercito britannico) e ipotizzò anche, insieme al generale Anderson, un ulteriore arretramento fino a ovest Majaz al Bab; Eisenhower respinse questo pessimistico piano, ma la importante quota 290 finì per essere abbandonata in mano tedesca.
Un ultimo fallimento alleato si verificò il 10 dicembre. Un raggruppamento corazzato tedesco costituito da 30 carri armati medi e due Tiger, sfruttando il momento favorevole, proseguì in avanti fino a tre km da Majaz al Bab ma venne a questo punto fermato dal fuoco efficace di una batteria di cannoni francesi e quindi costretto a ripiegare a causa delle difficoltà del terreno reso paludoso dalle piogge e della minaccia di un contrattacco alleato sui fianchi. Ben presto, tuttavia, questo apparente successo alleato si tramutò in disastro a causa dell'inesperienza e della imprevidenza del Combat Command B americano che nell'oscurità, intimorito da voci di un nuovo attacco corazzato tedesco, ripiegò malamente a sua volta lungo una pista resa quasi impraticabile dal fango, finendo per disgregarsi completamente abbandonando 18 carri armati, 41 cannoni e 130 veicoli a motore.
Il gruppo corazzato americano quindi, dopo quest'ultima disavventura, venne completamente scompaginato e i tedeschi poterono consolidare ulteriormente le loro posizioni nella testa di ponte tunisina dopo la piena riuscita del loro contrattacco a Tebourba e Djedeida. Il comando alleato dovette riorganizzare tutto il suo schieramento e rinviare un nuovo tentativo di offensiva decisiva su Tunisi prima al 16 dicembre e poi al 24 dicembre; l'attacco si tramutò in una lenta offensiva contro i capisaldi tedeschi e soprattutto contro la Longstop Hill (denominata dai tedeschi Weihnachtsberg, "monte di natale") ma, di fronte a forze tedesche molto più consistenti dopo l'arrivo al completo della 10. Panzer-Division e poi della 334. Infanterie-Division, i risultati furono molto deludenti.
Già il 24 dicembre 1942 i generali Eisenhower e Anderson, coscienti delle crescenti difficoltà e della necessità di una riorganizzazione generale delle forze e dei piani, avevano deciso di sospendere definitivamente l'offensiva rinunciando a rigettare immediatamente in mare il nemico. I tedeschi, inizialmente in grande inferiorità numerica, avevano alla fine vinto la "corsa a Tunisi".

## Conseguenze

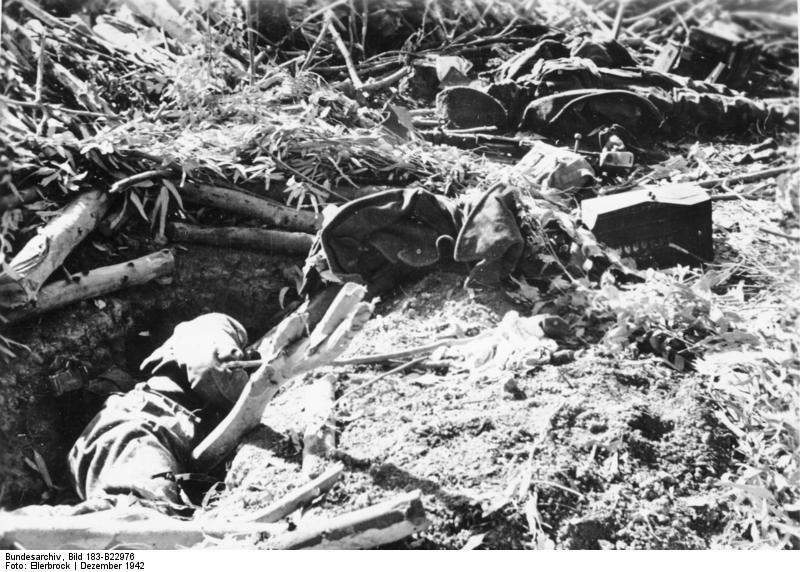
Cadaveri di soldati britannici uccisi in Tunisia

Durante la battaglia di Tebourba le forze anglo-americane subirono pesanti perdite; la Blade force, il Combat Command B e la 11ª Brigata fanteria britannica furono decimate e oltre 130 carri armati alleati furono distrutti o abbandonati sul campo di battaglia, oltre 1 100 soldati caddero prigionieri, molto materiale fu perduto, almeno 47 aerei furono abbattuti dalla Luftwaffe che mantenne la superiorità aerea locale. Le perdite tedesche furono limitate, i reparti corazzati mostrarono una chiara superiorità tattica e, guidati da abili generali come Nehring e Fischer ed esperti ufficiali, come i capitani Hudel e Nolde e il maggiore Lueder, inflissero gravi sconfitte alle forze corazzate alleate.
I reparti paracadutisti e del genio, impegnati in missioni quasi disperate, eseguirono i loro difficili compiti con grande valore e guadagnarono tempo per permettere l'afflusso dei reparti pesanti appena sbarcati. Il generale Nehring si congratulò con le sue truppe per gli insperati risultati raggiunti. Proprio Nehring, tuttavia, il 9 dicembre venne richiamato da Hitler e sostituito dal generale Hans-Jürgen von Arnim, a causa del suo iniziale cedimento morale del 25 novembre. Il Führer fu prodigo di promesse con Arnim e il suo vice generale Heinz Ziegler e garantì l'afflusso di numerosi nuovi reparti meccanizzati e di abbondanti rifornimenti. Nella realtà le difficoltà logistiche e strategiche locali e il precipitare della situazione sul fronte orientale avrebbero presto vanificato tutte le speranze e Arnim e Rommel, in arrivo dalla Libia, sarebbero stati costretti nei mesi seguenti a combattere con mezzi sempre più limitati contro la schiacciante superiorità alleata, una disperata battaglia difensiva, combattuta coraggiosamente fino alla resa del 13 maggio 1943.
Nel campo alleato durante la battaglia di Tebourba si evidenziarono l'inesperienza e l'inferiorità tattica dei reparti, pur ben equipaggiati e in superiorità di uomini e mezzi; lo stesso Eisenhower giudicò disastrosa la condotta operativa anglo-americana nella prima fase della battaglia tunisina. Tuttavia, dopo la inattesa sconfitta, nei mesi invernali le forze alleate furono notevolmente potenziate e finirono per conseguire la vittoria totale sul fronte africano nella primavera 1943, non senza aver subito nuove sconfitte a gennaio e a febbraio, e solo dopo duri scontri e dopo aver ottenuto una grande superiorità terrestre, navale e aerea.